# Pseudobissetia
Pseudobissetia là một chi bướm đêm thuộc họ Crambidae.